# Asterolasia muricata
Asterolasia muricata là một loài thực vật có hoa trong họ Cửu lý hương. Loài này được J.M.Black mô tả khoa học đầu tiên năm 1912.